# Малатион
Малатио́н (малато́н, ТМ-4049, кипфо́с, АС-4049, ФОГ-3, фосфотио́н-50, препарат 4049, англ. Malathion, а также препараты Карбофос, Фуфанон, Алиот) — инсектицид и акарицид широкого спектра действия из класса фосфорорганических соединений (ФОС'ов). Используется в сельском хозяйстве для борьбы с вредными насекомыми, клещами и вредителями запасов (в том числе в смесях с другими активными компонентами); в практике медицинской, санитарной и бытовой дезинсекции (в том числе как противопедикулезное средство).
Название по ИЮПАК: О,О-Диметил-S-(1,2-дикарбэтоксиэтил)дитиофосфат, брутто-формула C10H19O6S2P; бесцветная маслянистая жидкость с характерным для тиолов запахом.
Выпускается в различных формах и различной концентрации, как правило разбавленный балластным веществом. Ввиду достаточно высокой токсичности больших доз малатиона для человека и животных, к средствам на его основе добавляются ароматизаторы с очень неприятным запахом (этантиол и др.).

## История
American Cyanamid Company занималась в 1930—1940 годах разработкой практически удобных методов синтеза О,О-диалкилдитиофосфорных кислот, которые применялись как флотационные средства. Эти кислоты получаются взаимодействием 1 моля пентасульфида фосфора с 4 молями какого-либо спирта. При дальнейшем исследовании этой области Кассади установил, что диалкилдитиофосфорные кислоты могут присоединяться по двойной связи —С=С—. Диалкилдитиофосфорные кислоты ведут себя с точки зрения их способности присоединяться к двойным связям аналогично сероводороду.
Аддукт диэтилового эфира малеиновой кислоты и О,О-диметилдитиофосфорной кислоты был известен в 1950 году как экспериментальный инсектицид фирмы American Cyanamid Company под названием Т.М.4049. Позднее этот продукт получил название малато́н. В 1953 году он был переименован в малатио́н. В Советском Союзе этот препарат стал известен под названием карбофос.
Независимо от Кассади Н. Н. Мельников и К. Д. Швецова-Шиловская в 1952 году получили малатион в процессе большой работы по изучению реакций присоединения диалкилдитиофосфорных кислот к соединениям, имеющим двойную связь.

## Получение

Схема реакции синтеза малатиона

Основным методом получения малатиона служит реакция присоединения диметилдитиофосфорной кислоты к эфиру малеиновой кислоты (по Мельникову, 1987).
Реакция протекает легко в присутствии основных катализаторов в среде органических растворителей или без них. При синтезе малатиона возможно совмещение реакции получения диметилдитиофосфорной кислоты с её присоединением к диэтилмалеату, если проводить процесс в диэтилмалеате. Однако такая совмещенная реакция иногда протекает настолько бурно, что возможно спонтанное разложение продуктов реакции.
Технический малатион, приготовленный из очищенной диметилдитиофосфорной кислоты, достаточно чист и содержит не более 4 % примесей. Из неочищенной диметилдитиофосфорной кислоты получается препарат с примесью триметилдитиофосфата, который повышает его токсичность для млекопитающих.
Очистку малатиона от примесей можно проводить отгонкой триметилдитиофосфата с острым паром, а также обработкой различными пероксидами.

## Свойства
Малатион в чистом виде — бесцветная маслянистая жидкость с характерным неприятным запахом. Технический препарат представляет собой темно-бурую жидкость. В качестве основной примеси содержит диметилдитиофосфорную кислоту, может содержать ксилол.
Температура кипения 120 °С при 0,2 мм ртутного столба. Плотность 1,23 г/см3 при 25 °С. Молекулярная масса 330.358 а. е. м. Коэффициент преломления 1,4985. Летучесть при:
- 20°  2,26 мг/м3,
- 30°  5,6 мг/м3,
- 40°  13,37 мг/м3.

Плохо растворим в воде (145 мг/л), хорошо растворим в большинстве органических растворителей.
Термически и фотохимически устойчив. Медленно гидролизуется водой, гидролизуется в кислой среде, быстро в щелочной среде, поэтому щелочные растворы являются хорошим средством обезвреживания малатиона и препаратов на его основе. Образующиеся соединения малотоксичны для живых организмов.

## Применение
Малатион является первым эфиром дитиофосфорной кислоты, нашедшим практическое применение. Вследствие относительно низкой токсичности малатиона для теплокровных животных этот инсектицид и акарицид применяется в сельском хозяйстве, для борьбы с вредителями плодовых деревьев и кустарников, в лесоводстве и для гигиенических целей. Ранее применялся против комаров, мух, клещей, тараканов, применяется против постельных клопов.
В сельском хозяйстве малатион применяется против сосущих и грызущих насекомых, также он эффективен против растительноядных клещей и щитовок (Coccus hesperidum и других). При применении в открытом грунте малатион обладает незначительным периодом действия, к тому же он неустойчив к воздействию ветра и воды. Вследствие этого проблема остатков малатиона очень упрощается. Малатион не изменяет запаха и вкуса продуктов. Длительность защитного действия в полевых условиях до 10 дней, в условиях защищенного грунта — 5—7.
Препараты на основе малатиона, а также смеси малатиона с синтетическими пиретроидами применяются для борьбы с вредителями запасов, в том числе продовольственных и семенных; в складских помещениях и оборудовании зерноперерабатывающих предприятий. Оценка эффективности смесевых препаратов позволяет говорить о синергизме малатиона и синтетических пиретроидов.
Широкое применение малатион нашёл в районах, опасных в отношении заболевания малярией, для проведения медицинской дезинсекции — истребления переносчиков малярии, комаров рода Anopheles. Ежегодно для этой цели международная организация здравоохранения расходует многие тысячи тонн препарата.
В настоящее время малатион почти всюду вытеснен более совершенными и безопасными для человека пиретроидами (циперметрин, перметрин, дельтаметрин, цигалотрин др.), неоникотиноидами (имидаклоприд, тиаметоксам) и другими веществами, а также  диазиноном. Однако препараты на основе карбофоса остаются одними из самых эффективных средств борьбы против постельных клопов, весьма слабо чувствительных к прочим инсектицидам.

## Механизм действия

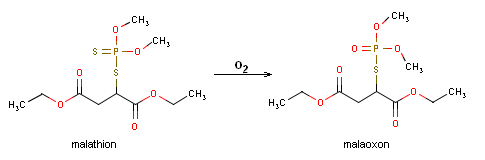
Окисление малатиона

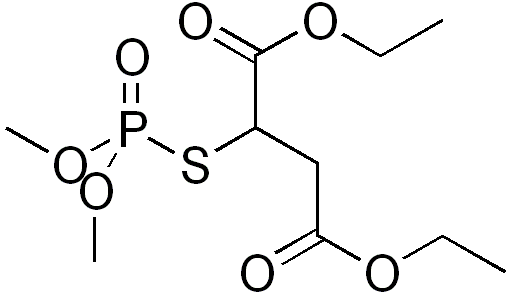
Малаоксон

Антихолинэстеразное средство необратимого действия. На длительное время инактивирует ацетилхолинэстеразу (фермент, гидролизующий ацетилхолин в холинэргических синапсах), в результате чего происходит изменение в структуре фермента, и его инактивация становится необратимой. Значительно усиливает и удлиняет действие ацетилхолина.
Под влиянием окислителей малатион превращается в соответствующий Р=О—аналог (малаоксон), физиологическая активность которого выше. Этот процесс происходит в организме насекомого, он в меньшей степени свойствен растениям и теплокровным. Этим обусловлена высокая токсичность малатиона для вредителей — в организме насекомых малатион превращается в более токсичный малаоксон, а процессы гидролиза препарата протекают значительно медленнее, чем у теплокровных.
При систематическом применении малатиона появляются устойчивые популяции насекомых и клещей, резистентность проявляется к этому или другим фосфорорганическим соединениям. Особи, у которых проявляется устойчивость, отличаются физиологической способностью разрушать малатион до продуктов, нетоксичных для организма данного насекомого. Это объясняется следующими процессами в организме насекомого:
- появлением специфичного фермента малатионоксидазы, в этом случае вырабатывается специфическая устойчивость только к малатиону;
- увеличением активности алиэстеразы и фосфатаз, в этом случае вырабатывается специфическая устойчивость ко всей группе органических соединений фосфора.[7]

## Токсикология
Для человека и теплокровных животных малатион среднетоксичен, степень токсичности зависит от чистоты препарата.
LD50 для мышей и крыс — 400—1400 мг/кг, кошек — 400 мг/кг, для виргинского перепела 359 мг/кг. При нанесении на кожу кроликам — 4000—6150 мг/кг. 
Токсичен для рыб (острая 96-часовая СК50 — 0.018 мг/л для радужной форели), а также пчел (ЛД50 160 нг контактно) и других полезных членистоногих: наездников, хищных клещей. Высокотоксичен для водных членистоногих (дафния, креветка-мизида, мотыль): острая 96-часовая СК50 <1 мкг/л.
ДСД 0,02 мг/кг массы тела человека. 
ПДК в почве 2,0 мг/кг (транслокационно), в воде водоемов 0,05 мг/дм3 (органолептически), в воздухе рабочей зоны 0,05 мг/м3, в атмосферном воздухе 0,015 мг/м3 (максимально разовая концентрация). МДУ в продукции (мг/кг):
- в бахчевых — 0,5
- в винограде — 0,5
- в горохе — 0,3
- в грибах — 0,3
- в зерне хлебных злаков — 3,0
- в капусте — 0,5
- в картофеле — 0,05
- в крупе (кроме маой) — 1,0
- в кукурузе (зерно) — 0,3
- в огурцах — 0,5
- в плодовых (косточковые, семечковые) — 0,5
- в подсолнечнике (семена, масло) — 0,02
- в продуктах животноводства — 0,01
- в свекле (сахарной, столовой) — 0,5
- в сое (бобы) — 0,3
- в сое (масло) — 0,1
- в табаке — 1,0
- в томатах — 0,5
- в хмеле сухом — 1,0
- в чае — 0,5
- в ягодах — 0,01.[2]

Жидкий аэрозоль малатиона в концентрации 1,3—2 мг/м3 вызывает у кошек небольшое понижение активности холинэстеразы эритроцитов и сыворотки крови (пороговая концентрация). Концентрация 10—12 мг/м3 вызывает симптомы интоксикации у кошек: слюнотечение, повышение возбудимости, агрессивность. Ежедневное скармливание кошкам 1 мг/кг с пищей вызывает их гибель через 4—4,5 месяца, что свидетельствует о наличии выраженных кумулятивных свойств. При интоксикации малатионом угнетение центральной нервной системы превалирует над возбуждением.
Хронической токсичностью практически не обладает[уточнить], кожно-резорбтивный эффект выражен слабо. Сравнительно невысокая токсичность малатиона для млекопитающих объясняется особенностями метаболизма препарата (точки разрушения малатион в организме млекопитающего). В организме теплокровного животного вследствие высокой активности карбоксиэстераз разрушение молекул малатиона идет в первую очередь в направлении гидролиза СО2-С=О(-О)-групп. При этом образуются водорастворимые малатионмоно- и дикарбоновые кислоты, легко удаляемые из организма. Параллельно с этим под действием фосфатаз происходит гидролитическое разрушение другой части молекулы с образованием также водорастворимых малотоксичных продуктов. Водорастворимые и ионизированные вещества практически не проникают в нервную систему животного, но легко выделяются из организма с мочой. Образование малаксона[уточнить] в организме млекопитающего происходит в очень ограниченном количестве.

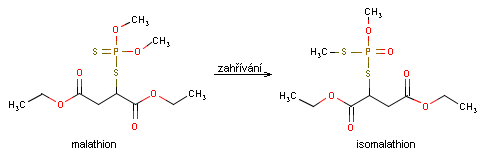
Изомеризация малатиона

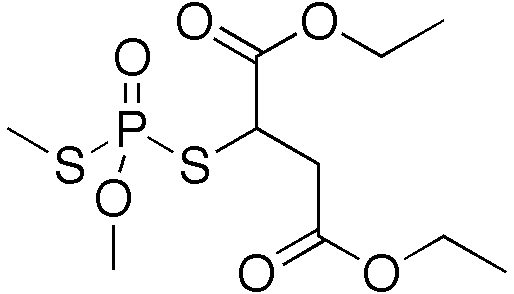
Изомалатион

Однако, по данным из последних источников, в определённых условиях малатион может подвергаться изомеризации (МеО-Р=S → МеS-P=O) с образованием дитиофосфата, у которого токсичность в отношении теплокровных значительно выше, чем у малатиона.
Большое преимущество малатиона — отсутствие способности накапливаться в тканях животного. Поэтому он используется в ветеринарии для борьбы с экзо- и эндопаразитами животных и птиц и для уничтожения мух и комаров в животноводческих помещениях.
Симптомы острого отравления развиваются медленно. Начальные признаки интоксикации при введении смертельной дозы появлялись обычно через 40—60 минут и выражались в угнетении, заторможенности. Ещё через 30—60 минут развивалось двигательное возбуждение, затем появлялось слюнотечение, иногда рвота. У части животных возникал тремор, клонические судороги. Дыхание учащалось, становилось поверхностным. Кошки погибали через несколько часов, а некоторые — на протяжении 2—3 дней после введения малатиона.
Известны случаи отравления людей. Описано отравление ребёнка, выпившего 8 мл 50%-ного раствора малатиона в ксилоле. Ребёнок выжил благодаря интенсивной терапии атропином. Зарегистрирован случай отравления рабочих, занятых погрузкой в самолёт мешков с 25%-ным смачивающимся порошком.
Характерными проявлениями интоксикации у людей являются слюнотечение, рвота, понос, одышка, цианоз, гипертензия, миоз, отёк мозга.
При концентрации малатиона в воздухе рабочей зоны порядка 0,1 мг/м3 активность холинэстеразы у людей не понижалась.
После однократной обработки коров 0,5%-ной водной эмульсией обнаружен в молоке. Выделение его продолжалось в течение трех дней. Молоко обработанных животных может содержать малатион в количестве до 0,5 мг/л.
Малатион разрушается при термической обработке пищевых продуктов.
Классы опасности. Все препараты на основе малатиона относятся к 3 классу опасности для человека. В отношении пчел препараты относят как к 3 так и к 1 классу.

## Устойчивость в окружающей среде
Малатион быстро разлагается в окружающей среде: подвержен водному гидролизу (период полуразложения 6 дней при 20°C и pH 7), в почве период полуразложения всего несколько часов.

## Малатион в препаратах и изделиях
Малатион (карбофос) содержится в препаратах для борьбы с вредителями культурных растений Фуфанон, Алиот, Карбофос, Алатар, Антиклещ, Бунчук, Инта-Ц-М, Искра М, Карбофот, Кемифос, Новактион, Простор, Профилактин и Фенаксин Плюс (Россия); Malathion, Derbac-M, Prioderm, Quellada-M, Ovide и др. (ЕС, США)